# 김병호 (국악인)
김병호(金炳昊, 1910년 ~ 1968년)는 대한민국의 가야금 산조 명인이다. 
전남 영암에서 태어났다. 김창조의 가락에 엇모리 가락을 넣어서 김병호 류 가야금 산조를 만들었다. 김창조에게서 가야금 산조를 배웠으며, 조선창극단과 임방울 창극단에서 공연을 하였다. 1961년부터 1968년까지 국립 국악원 강사로 재직하면서 후진을 양성하는 데 힘썼다.